# کارمن تاناسه
کارمن تاناسه (رومانیایی: Carmen Tănase؛ زادهٔ ۱۸ ژانویهٔ ۱۹۶۱) بازیگر اهل رومانی است.
از فیلم‌ها یا برنامه‌های تلویزیونی که وی در آن نقش داشته‌است، می‌توان به آنا، عشق من اشاره کرد.